# Alaodima
Alaodima is een geslacht van kevers uit de familie  
kniptorren (Elateridae).
Het geslacht is voor het eerst wetenschappelijk beschreven in 1980 door Dolin.

## Soorten
Het geslacht omvat de volgende soort:
- Alaodima grandis Dolin in Dolin, Panfilov, Ponomarenko & Pritykina, 1980